# Рунічний календар
Рунічний календар — вічний календар, що базується на 19-річному метонімічному циклі. Також знаний як Рунічний альманах. Найпоширенішим був у Швеції у середньовіччя і пізніші часи.
Рунічний календар є винаходом шведів часів середньовіччя. Переважно він записувався на папері, або ж вирізьблювався на дереві чи камені. Найстарішим з відомих є Нікипінгнський, що походить найімовірніше з XII століття. Більшість календарів (а їх є близько тисячі) походять з XVI і XVII століть.
Найбільшим періодом розквіту рунічних календарів є XVIII століття. За цей час їх було створено понад 1800 штук.